# 波瓦坦鎮區 (愛荷華州波卡洪塔斯縣)
波瓦坦鎮區（英語：Powhatan Township）是位於美國愛荷華州波卡洪塔斯縣的一個行政鎮區。

## 地方資料
根據2010年美國人口普查的數據，波瓦坦鎮區的面積為94.91平方千米，當中陸地面積為94.91平方千米，而水域面積為0.00平方千米。當地共有人口191人，而人口密度為每平方千米2.01人。